# Stars (Idaly)
Stars is een lied van de Nederlandse urbanartiest Idaly. Het werd in 2022 als single uitgebracht en stond in 2023 als zeventiende track op het album Betty.

## Achtergrond
Stars is geschreven door Andy Ricardo de Rooy, Idaly Faal en Sergio van Gonter en geproduceerd door Reverse en Andy Ricardo. Het is een nummer dat past in het genre afrobeats. In het lied zingt Idaly over het leven in het moment en het vieren van het leven ondanks alle moeilijkheden en onzekerheden in het leven. Dit doet hij deels in het Nederlands en deels in het Engels.

## Hitnoteringen
Idaly had bescheiden succes met het lied in Nederland. Het kwam tot de 53e plaats van de Single Top 100 in de acht weken dat het in deze hitlijst te vinden was. De Top 40 en haar Tipparade werden niet bereikt.